# O junaškem kovaču
O junaškem kovaču je slovenska ljudska pravljica. Zbrana je v zbirki Slovenske narodne pravljice. Zbirko je izbral in uredil Alojzij Bolhar. O junaškem kovaču je anonimna pravljica, kar pomeni, da avtor ni znan. To pravljico so si pripovedovali med seboj, torej se je prenašala po ustnem izročilu. Pri tem se je včasih jezikovno, vsebinsko in oblikovno spremenila. Tako so ob istem delu nastale inačice ali variante. Variant pravljice O junaškem kovaču je veliko. V knjigi Frana Miličinskega Tolovaj Mataj najdemo štiri enačice z naslovi: Tolovaj Mataj, Sojenica in cigan, Kačji kralj Babilon, Zlata hruška.

## Intrepetacija
Oče svojega močnega sina Butca najprej pošlje k čevljarju, nato h kovaču, ampak ga vedno spodijo, ker karkoli prime v roke, uniči. Pri kovaču dobi za plačilo težki železni kol. Butec se odloči, da bo odšel v svet po zaslužek. Ko gre skozi gozd, opazi smrekarja, ki ruva smreke s koreninami vred. Takoj postaneta prijatelja. Gresta v sosednjo deželo, kjer opazita, da se neki mlinar igra z mlinskimi kamni. Smrekar, kovač in mlinar postanejo prijatelji. Skupaj oddidejo naprej po svetu in med potjo tekmujejo, kdo bo kamen vrgel najvišje. Najbolj se izkaže kovač, ki vrže v zrak kamen, da prileti na zemljo čez tri dni. Nekega dne zagledajo velik gozd, na njegovi desni strani pa visok in velik grad. V njem ni nihče prebival zaradi strahov. Odločili so se, da ostanejo tukaj, saj imajo hrane na pretek. Naslednji dan sta Butec in smrekar odšla na lov, mlinar pa je v gradu kuhal kosilo. Ravno tedaj ko je želel izobesiti zastavo, kot so se trije prijatelji dogovorili, je prišel k njemu berač in ga prosil za malo mesa. Mlinar mu ga ponudi, berač ga spusti na tla in s pretvezo, da se ne more skloniti, prosi mlinarja, naj košček pobere. Ko to mlinar stori, ga berač, ki je bil v resnici škrat, pretepe z železnim kolom. Smrekar in Butec prideta domov in najdeta pretepenega mlinarja ter ga odneseta počivat. Naslednji dan je bil za kuhanje odgovoren smrekar, kateremu se je zgodilo isto kot prejšnji dan mlinarju. Butec ima oba za slabiča, zato naslednji dan ostane doma in pretepe tega škrata. Slednji se pogrezne v zemljo, za njim ostane luknja. Vanjo gre Butec, smrekar in mlinar pa ga ščitita z vrvjo, ki ima na koncu privezan zvonček. V podzemlju Butec zagleda tri lepe gradove. Prvi je iz srebra, drugi iz zlata, tretji pa se neverjetno lepo blešči. Gre bližje prvemu gradu, kjer do smrti pretepe veliko kačo. Iz gradu pride zelo lepa deklica, ki je bila zakleta, v zahvalo mu podari prstan iz demantov. Kovač jo odpelje do vrvi in pozvoni, da jo smrekar in mlinar povlečeta na površino. Sam oddide do zlatega gradu, kjer se začne bojevati s pošatjo. Ga premaga in iz gradu pride še lepša deklica kot pri prvem gradu, ta mu v zahvalo da zlat meč. Tudi njo odpelje do vrvi, da bi jo onadva rešila. Tisti čas pa sta se smrekar in mlinar prepirala, čigava bo katera deklica. Butec oddide do tretjega gradu. Tam pa zagleda zmaja s tremi glavami. Med njima se bije dolg in trden boj, ampak kovačeva moč prevlada. Do njega pride najlepša deklica do zdaj. Zaljubita se in deklica mu obljubi, da ga ne bo nikoli pozabila. Smrekar in mlinar potegneta deklico na površje in se v hipu zagledata v njo. Ko kovač pozvoni, se ustrašita, da bo dobil najlepšo deklico, zato mu ne dovolita, da bi splezal po vrvi. Butec gre v tri gradove in si nabereta dovolj zlata. Pri tretjem vidi škrata ter mu ukaže, naj mu pokaže pot iz podzemlja. Jezen pride do dveh prijateljev, ki ga prosita za odpuščanje. Butec določi prvo deklico mlinarju, drugo smrekarju, sam pa izbere tretjo. Vsi trije prijatelji postanejo lepi in bogati, najlepši in najpostavnejši je postal Butec. Njihov rod je cvetel mnogo stoletij.

## Značilnosti ljudskih pravljic, ki jih ta pravljica vsebuje
1. Pripovedovalec: vsevedni
2. Avtor: ni poznan, kar je običajno pri ljudskih pravljicah, ki se prenašajo z ustnim izročilom
3. Zgodba: izmišljena
4. Čas dogajanja: je nedoločen
5. Kraj dogajanja: ni znan
6. Imena: poimenovan je samo glavni lik kovač Butec, njegova prijatelja sta neimenovana
7. Pravljična števila: trije prijatelji, tri dni se je vračal kamen na zemljo, tri dni so preživeli v gradu, trije gradovi in tri deklice
8. Pravljična bitja: ena velika kača, ena pošast in en zmaj s tremi glavami-tri bitja
9. Dobro premaga zlo: kovač, ki je bil vedno dober, je premagal pošasti in rešil tri deklice

## Liki
- Kovač Butec je glavna književna oseba. Je zelo močan in pogumen. Na koncu pravljice se spremeni v lepega, postavnega in bogatega mladeniča.
- Smrekar je tudi močan, ampak boječe narave.
- Mlinar je močan in boječ.
- Vse tri deklice so zelo lepe.